# Wanatirta
Wanatirta is een bestuurslaag in het regentschap Brebes van de provincie Midden-Java, Indonesië. Wanatirta telt 10.861 inwoners (volkstelling 2010).